# Bądkowo (gmina)
Bądkowo – gmina wiejska w Polsce, położona w województwie kujawsko-pomorskim, w powiecie aleksandrowskim. W latach 1975–1998 gmina administracyjnie należała do województwa włocławskiego.
Siedziba gminy jest zlokalizowana w Bądkowie (dawniej Żabieniec).
Według danych z 30 czerwca 2004 gminę zamieszkiwało 4646 osób.

## Struktura powierzchni
Według danych z roku 2002 gmina Bądkowo ma obszar 79,7 km², w tym:
- użytki rolne: 96%
- użytki leśne: 1%

Gmina stanowi 16,76% powierzchni powiatu.

## Demografia

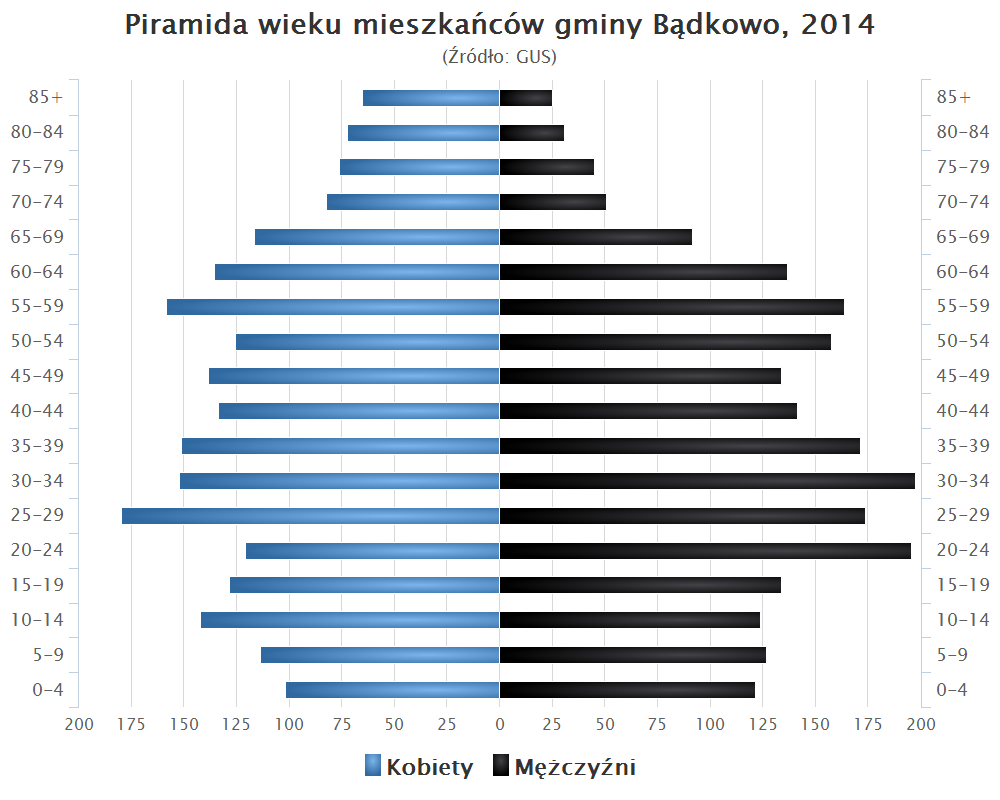
Piramida wieku mieszkańców gminy Bądkowo w 2014 roku

Dane z 30 czerwca 2004:
| Opis                              | Ogółem | Ogółem | Kobiety | Kobiety | Mężczyźni | Mężczyźni |
| --------------------------------- | ------ | ------ | ------- | ------- | --------- | --------- |
| jednostka                         | osób   | %      | osób    | %       | osób      | %         |
| populacja                         | 4646   | 100    | 2319    | 49,9    | 2327      | 50,1      |
| gęstość zaludnienia (mieszk./km²) | 58,3   | 58,3   | 29,1    | 29,1    | 29,2      | 29,2      |

## Zabytki
Wykaz zarejestrowanych zabytków nieruchomych na terenie gminy:
- kościół parafii pod wezwaniem św. Mateusza z 1312 roku w Bądkowie, nr 3/A z 17.02.1981 roku
- cmentarz rzymskokatolicki z połowy XIX w. w Bądkowie, nr 275/A z 09.08.1990 roku
- zespół kościelny parafii pod wezwaniem Świętego Krzyża w Łowiczku, obejmujący: drewniany kościół z 1711 roku oraz dzwonnicę z XIX w., nr 22/305 z 18.04.1955 roku
- cmentarz rzymskokatolicki z pierwszej połowy XIX w. w Łowiczku, nr 274/A z 09.08.1990 roku
- zespół dworski w Wysocinie, obejmujący: dwór z drugiej połowy XIX w. (obecnie szkoła) oraz park z końca XIX w., nr 345/A z 19.05.1994 roku

## Sołectwa
Antoniewo, Bądkowo, Bądkówek, Biele, Jaranowo, Jaranowo Duże, Kalinowiec, Kaniewo, Kolonia Łowiczek, Kryńsk, Kujawka, Kwiatkowo, Łowiczek, Łówkowice, Sinki, Słupy Duże, Słupy Małe, Tomaszewo, Toporzyszczewo, Toporzyszczewo Stare, Wójtówka, Wysocin, Zieleniec, Żabieniec.

## Miejscowości niesołeckie
Wieś Olszynka.

## Sąsiednie gminy
Brześć Kujawski, Koneck, Lubanie, Osięciny, Waganiec, Zakrzewo.